# Transportul în Târgu Mureș

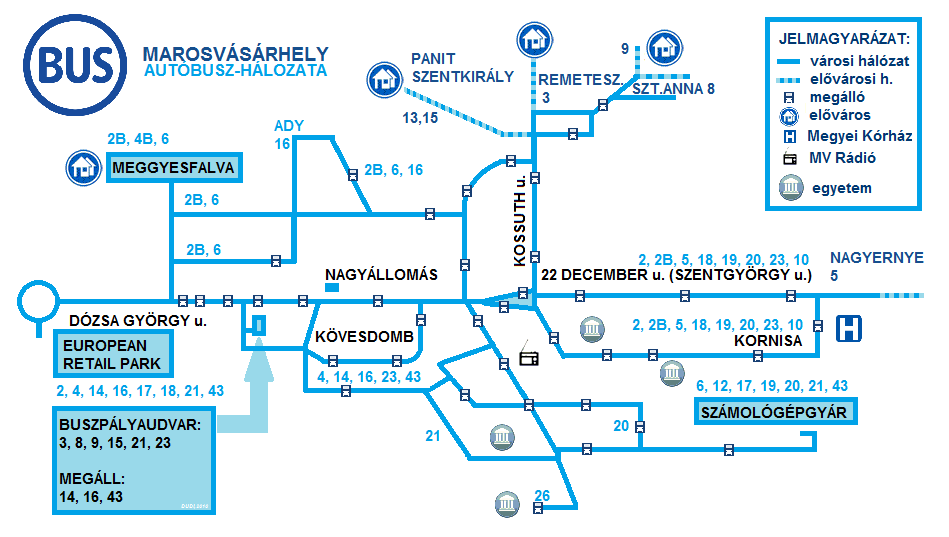
Harta transportului local

Transportul în Târgu Mureș (în maghiară Marosvásárhely tömegközlekedése) are acces direct la magistralele feroviare și rutiere care îl traversează, lucru care asigură legătura cu principalele orașe ale țări și centrele regionale, atât pentru călători cât și pentru marfă. Localitatea este un nod de transporturi regional, datorită poziției sale în centrul Transilvaniei și factorilor istorice, care au făcut posibil să ocupe cel mai important loc în rândul orașelor din Ținutul Secuiesc.

## Transport local

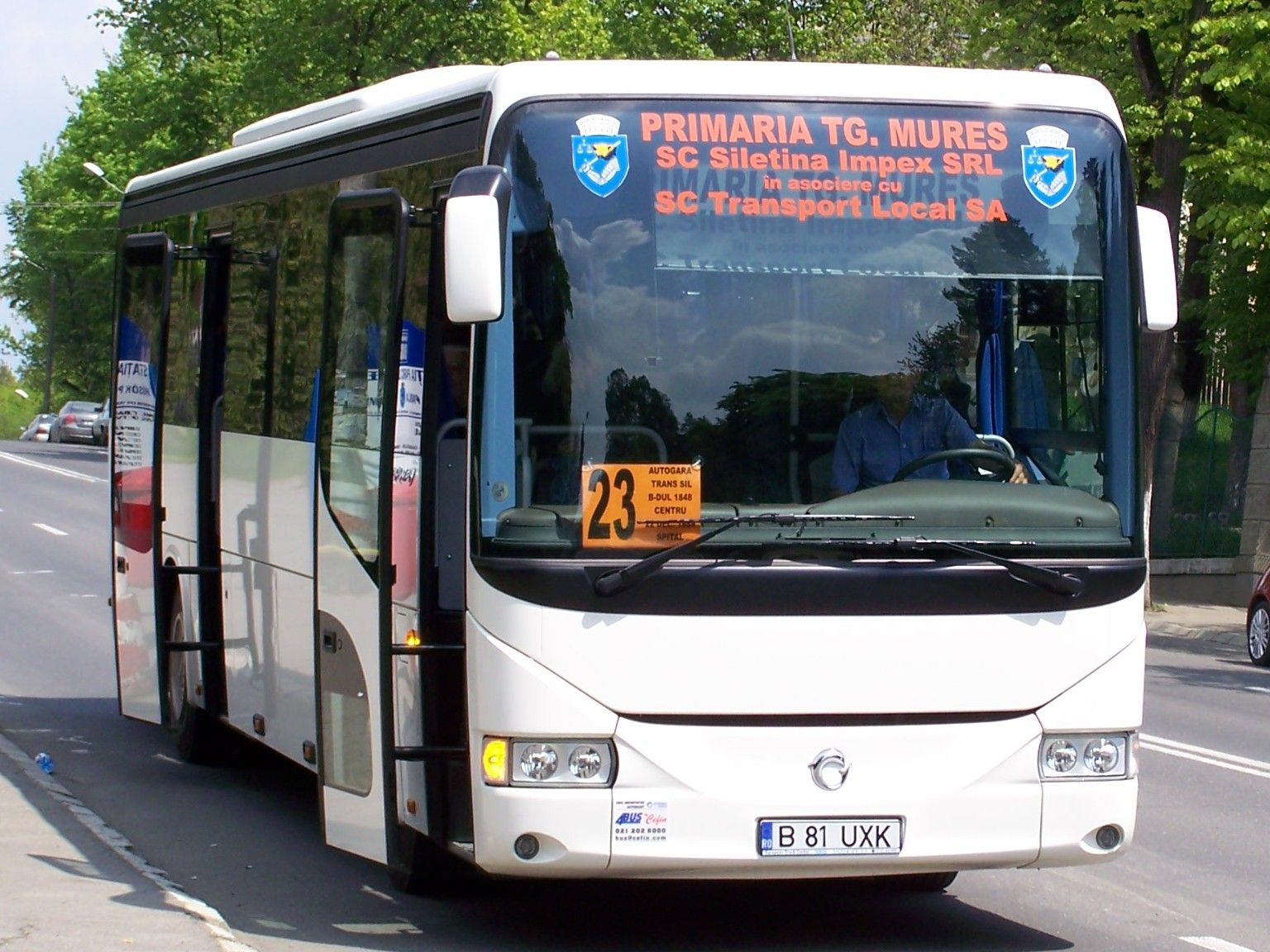
Un Irisbus în Cornișa

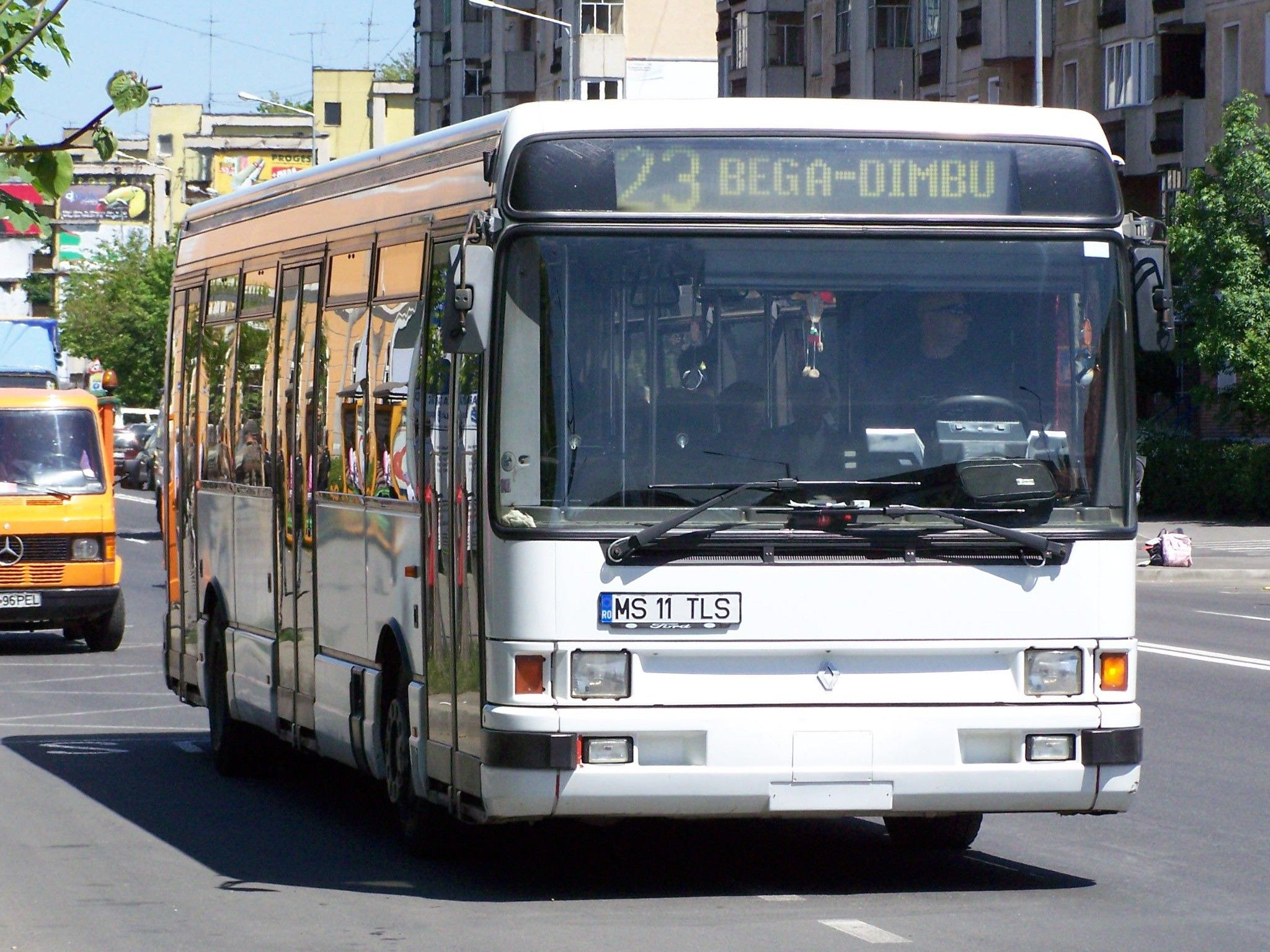
Autobuz Renault R312 pe traseul 23

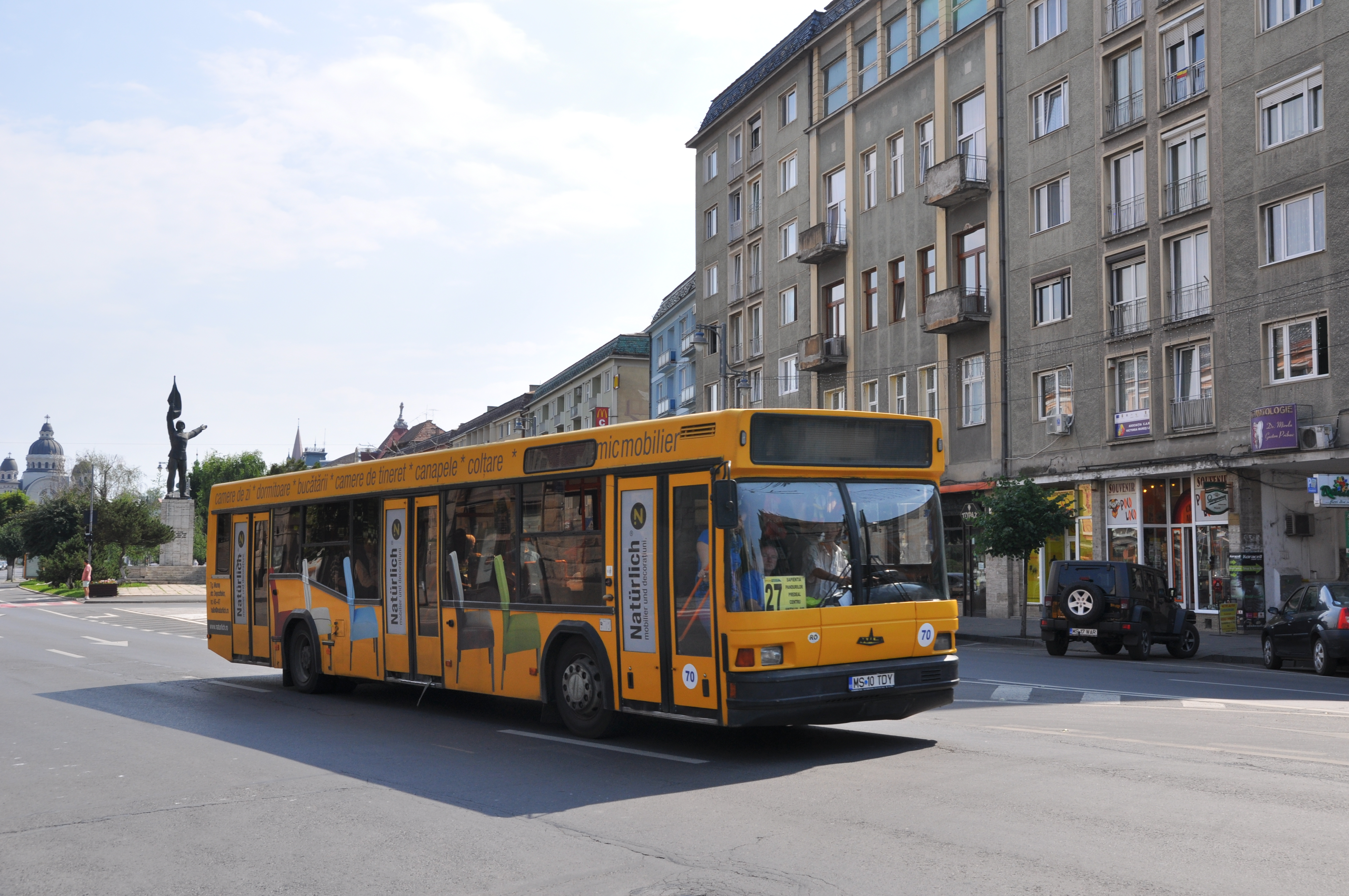
Un MAZ-103 pe traseul 27

Transportul în municipiul Târgu Mureș este asigurat prin autobuze și maxi-taxi. Cele două mijloace de transport au anumite rute pe care circulă, ambele mijloace acoperind orașul și zonele limitrofe, fără ca liniile unui mijloc să se suprană cu liniile celuilalt mijloc de transport.

#### Linii urbane
| Ruta   | Ruta | Lungimea | Numărul de stații | Deservit de |
| ------ | --- | -------- | ----------------- | ----------- |
| Line 2 | Mureșeni – Ady Endre - Libertății - Centru - Cornișa - Orașul de Sus - Centru - Libertății - Ady Endre - Mureșeni                                                              | 17 km    | 28                | Siletina    |
| Line 2 | Gara Mare – Centru (P-ța Bulgarilor) – Unirii – Remetea – Unirii – Centru (P-ța Bulgarilor) – Gara Mare                                                                        | 18.0 km  | 23                | Siletina    |
| Line 4 | ERP – Mureșeni – Orașul de Jos – Dâmbul Pietros – Centru – Unirii – Centru – Dâmbul Pietros – Orașul de Jos – Mureșeni – ERP                                                   | 23.0 km  | 35                | Siletina    |
| Line 3 | Centrofarm – Tudor – Budai Nagy Antal –Centru (P-ța Bulgarilor) – Libertății – Ady Endre – Libertății] – Budai Nagy Antal – Tudor – Centrofarm                                 | 15.8 km  | 29                | Siletina    |
| Line 3 | Centrofarm – Unirii - Centrofarm | 16.0 km  | 25                | Siletina    |
| Line 3 | Unirii - Spitalul de Urgență - Cornișa - Unirii | 13.0 km  | 26                | Siletina    |
| Line 3 | ERP – Mureșeni – Orașul de Jos – Dâmbul Pietros – Centru (P-ța Bulgarilor) – Carpații – Dâmbul Pietros – Orașul de Jos – Mureșeni – ERP                                        | 15.8 km  | 29                | Siletina    |
| Line 3 | ERP – Mureșeni – Orașul de Jos – Dâmbul Pietros – Centru (P-ța Bulgarilor) – Libertății – Ady Endre – Libertății – Ady Endre – Dâmbul Pietros – Orașul de Jos – Mureșeni – ERP | 15.8 km  | 29                | Siletina    |
| Line 3 | ERP - Mureșeni - Orașul de Jos - Tudor - Centrofarm - Mașini de calul - Orașul de Jos - Mureșeni - ERP                                                                         | 20.0 km  | 30                | Siletina    |
| Line 3 | ERP - Mureșeni -Orașul de Jos - Centru - Orașul de Sus - Cornișa - Centru - Orașul de Jos- Mureșeni - ERP                                                                      | 16.6 km  | 29                | Siletina    |
| Line 3 | Tudor – Budai Nagy Antal – Centru – Orașul de Sus – Cornișa – Centru – Budai Nagy Antal – Tudor                                                                                | 15.8 km  | 28                | Siletina    |
| Line 3 | Tudor – Budai Nagy Antal – Centru – Orașul de Sus – Cornișa – Centru – Budai Nagy Antal – Tudor                                                                                | 16.4 km  | 23                | Siletina    |
|        | |          |                   |             |
| Line 3 | Orașul de Jos - DP - Centru - SMURD | 15.8 km  | 29                | Siletina    |
| Line 3 | Sapientia – Budai Nagy Antal – Tudor – Centru – Carpații – Centru – Budai Nagy Antal – Tudor – Sapientia                                                                       | 14.9 km  | 21                | Siletina    |
| Line 3 | Sapientia – Tudor – Centru – Orașul de Sus – Cornișa – Centru – Budai Nagy Antal – Tudor – Sapientia                                                                           | 15.5 km  | 27                | Siletina    |
| Line 3 | Orașul de Jos - Dâmbul Pietros - Tudor (Centrofarm) (retur) | 15.8 km  | 29                | Siletina    |
| Line 3 | Sapientia - Tudor - DP - Orașul de Jos - Mureșeni - ERP (retur) | 15.8 km  | 29                | Siletina    |

## Transport extern

E60 Târgu Mureş-Sighişoara
intrarea în municipiul Târgu Mureş

#### Transport rutier
Orașul este traversat de drumul european E 60 (București - Oradea - Budapesta - Viena), totodată are legături rutiere cu Coridorul 4 European (Arad - Deva - Alba Iulia - Târgu-Mureș - Brașov - București - Constanța), care face intrarea localității în circuitului european. Totuși lipsa interconectării rapide cu partea de est (în special nord-est) a țării (Coridorul 9 European), privează Târgu Mureșul de legăturile necesare cu aria sa de influență economică. Abundența fluxului de tranzit și transport de marfă, coroborată cu lipsa unei șosele de centură adecvate, augumentează traficul intern, perturbând circulația în municipiu și ridicând gradul de poluare.
În 2004 au început lucrările la o nouă autostradă, pe ruta București - Brașov - Cluj-Napoca - Oradea - Budapesta, care va prelua mare parte din traficul auto desfășurat în estul Uniunii Europene. În zona municipiului, autostrada se plasează pe traseul Mihai Viteazu - Ciurila - Petrești, urmând să se racordeze la DN1 în localitatea Gilău, la 15 km vest de Cluj-Napoca. În 2005, lucrările la Autostrada Transilvania au fost sistate din lipsă de finanțare din partea Guvernului, însă au fost reluate începând cu aprilie 2006 odată cu resemnarea contractului între Guvernul României și compania americană Bechtel. Autostrada va traversa întreaga Transilvanie de la sud-est la nord-vest, trecând pe lângă următoarele orașe: Brașov, Făgăraș, Sighișoara, Târgu Mureș, Cluj-Napoca, Zălau și Oradea. Aliniamentul va începe de lângă Brașov, oraș cu o altitudine de aproape 600 de metri, va parcurge podișul Transilvaniei la o altitudine de 300-400 de metri, dupa care va ocoli pe la nord Carpații Apuseni, pentru ca în final să coboare în câmpia Crișanei la o altitudine de aproximativ 130 de metri.

#### Transport aerian

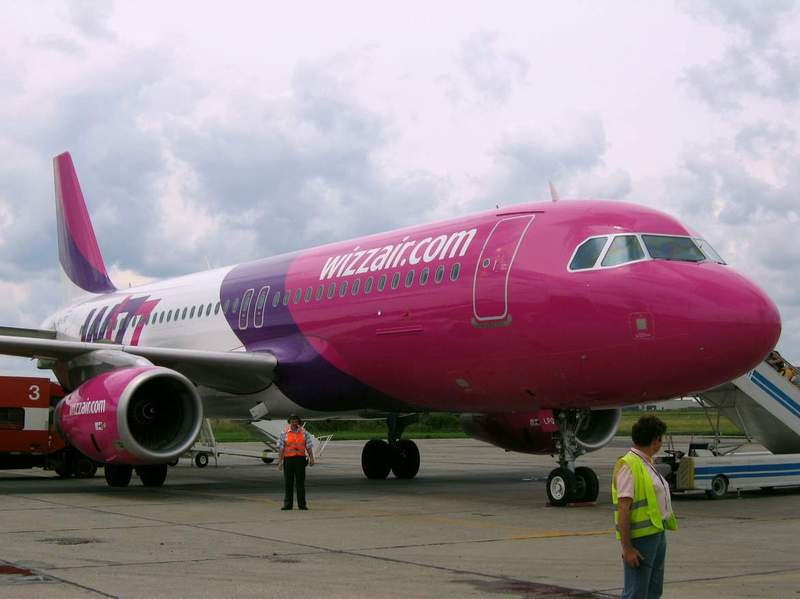
Un avion al companiei Wizz Air pe pista aeroportului

Târgu Mureșul este deservit de un aeroport internațional, numit Aeroportul Internațional "Transilvania", amplasat în imediata vecinetatea a orașului, în Vidrasău. Aeroportul a fost înființat în anul 1936. Primele zboruri au fost executate spre Budapesta și Cluj cu aeronave de tip Li 2. De-a lungul existenței sale, aeroportul din Târgu Mureș a suferit o serie de modificări și modernizări. În timpul celui de al Doilea Război Mondial, armata germană și cea maghiară a modernizat și consolidat infrastructura aeroportului. Odată cu schimbarea locației pe actualul amplasament în anul 1969 s-a construit un nou sediu cu toată infrastructura de bază. Astăzi aeroportul găzduiește mai mulți operatori aerieni (Cimber Air, Malév, Tarom, Wizz Air) care în fiecare zi au curse spre Barcelona, Budapesta, Billund, București, Bologna, Dortmund, Londra, Madrid, Milano, Paris sau Roma. În anul 2011 traficul de pasageri în Aeroportul Transilvania a fost de 257 303 persoane, în creștere cu 243% față de anul precedent.

#### Transport feroviar

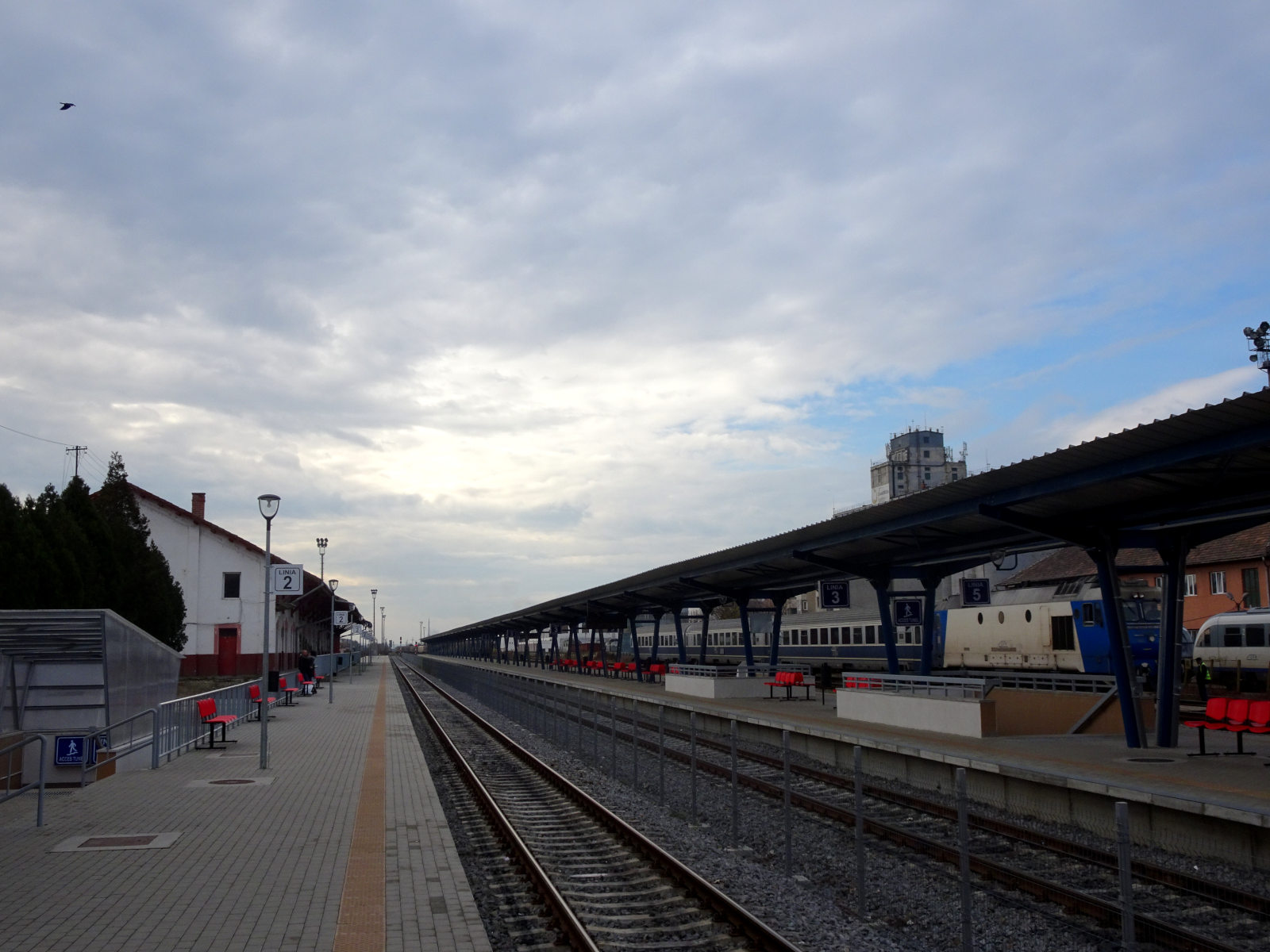
Peron al gării Târgu Mureş

Prima linie feroviară din regiune a fost dată în folosință în 1871 și a legat Târgu Mureșul cu Lunca Mureșului. Linia Târgu Mureș - Deda - Gheorgheni - Miercurea Ciuc - Sfântu Gheorghe - Brașov a fost finalizată în 1909. Aici, căile ferate se chemau székely körvasút ("calea ferată circulară secuiască") și făcea legătura feroviară între toate orașele importante din Ținutul Secuiesc.
În momentul de față municipiul are conexiuni feroviare cu toate orașele principalele din România, întreținute de compania națională de transport feroviar de călători, CFR. Concomitent, există și două trenuri internaționale, pe ruta Budapesta - Târgu Mureș (Ady Endre) operate de către Magyar Államvasútak (MÁV). Calea ferată îngustă dintre Târgu Mureș și Sovata a fost desființată. Gara Mare asigură transportul feroviar spre București și multe alte orașe principale românești, prin linii Intercity. Orașul dispune și de două gări secundare, Gara de Nord (sau Gara Mică) din Orașul de Sus și Gara de Sud în vecinetate combinatului Azomureș, care este de fapt și gara localității Cristești.
| 300 |

| 400 |

- Magistrala 405: Războieni - Târgu Mureș - Târgu Mureș Nord - Deda
- legatură din Războieni cu Magistrala 300: Oradea, Huedin, Cluj-Napoca, Teiuș, Mediaș, Sighișoara, Brașov, Ploiești, București
- legătură din Deda Magistrala 400: Satu Mare, Baia Mare, Dej, Toplița, Gheorgheni, Miercurea Ciuc, Sfântu Gheorghe, Brașov, Ploiești, București